# ДНЦЛЗ
ДП «ДНЦЛЗ» (абр. від «Державний науковий центр лікарських засобів і медичної продукції») — науково-дослідне та виробниче державне підприємство, розташоване в місті Харків, зайняте в галузі розробки та виробництва лікарських засобів, досліджень у фармакології.

## Історія
Підприємство засноване у 1920 році за ініціативи професора Харківського фармацевтичного інституту Абрама Розенфельда. У різний час установа носила назви «Науковий центр фармації» та «Експериментальний фармацевтичний інститут Наркомздоров'я». У відомстві Мінмедпрому СРСР заклад був Харківським науково-дослідним хіміко-фармацевтичним інститутом; у 1982 році його перетворили на Всесоюзний науково-дослідний інститут хімії та технології лікарських засобів (ВНДІХТЛЗ).
Уперше в СРСР співробітниками підприємства розроблено наукову основу промислового виробництва лікарських форм: мазей та супозиторіїв, желатинових капсул. Науковий центр був основною установою Міністерства охорони здоров'я, а потім Міністерства медичної промисловості СРСР у галузі створення готових лікарських засобів та стандартизації. У ті роки кожен 11-й препарат випускали за розробками наукового центру. ДП «ДНЦЛЗ» був основним виконавцем державної цільової програми «Комплексна програма розвитку медичної промисловості України» на 1992—⁣2003 роки, затвердженої постановами КМУ № 573 від 8 жовтня 1992 року та № 1538 від 16 грудня 1996 року (замовники — Міністерство охорони здоров'я України та Державний департамент з контролю якості, безпеки та виробництва лікарських засобів та виробів медичного призначення МОЗ України).
Відповідно до постанови Кабінету Міністрів України № 1734 від 23 грудня 2004 року ДП «ДНЦЛЗ» входить до переліку підприємств, що мають стратегічне значення для економіки та безпеки держави.

## Відомі співробітники
- Габель Юрій Орестович (1891—1949) — керівник синтетичного відділу[5].